# Championnat de Trinité-et-Tobago de football 2003
Navigation
Saison précédente Saison suivante
La saison 2003 du Championnat de Trinité-et-Tobago de football est la trentième édition de la première division à Trinité-et-Tobago et la cinquième sous le nom de Professional League. Les dix formations de l'élite sont réunies au sein d'une poule unique où elles s'affrontent quatre fois au cours de la saison, deux fois à domicile et deux fois à l'extérieur. La Professional League est un championnat fermé, il n'y a pas de relégation sportive.
C'est San Juan Jabloteh, tenant du titre, qui remporte à nouveau la compétition cette saison après avoir terminé en tête du classement final, avec douze points d'avance sur W Connection FC et vingt-huit sur North East Stars. C'est le second titre de champion de Trinité-et-Tobago de l'histoire du club.
Deux formations font leurs débuts en Professional League cette saison : Tobago United et South West Institute of Football.

## Qualifications continentales
Le vainqueur de la Professional League obtient sa qualification pour la CFU Club Championship, la coupe des clubs champions de la région Caraïbes.

## Les clubs participants
| - W Connection FC - Defence Force FC - San Juan Jabloteh - Joe Public FC - South Starworld Strikers | - Tobago United - Débuts en Professional League - North East Stars - South West Institute of Football - Débuts en Professional League - Arima Fire - Caledonia AIA |

## Compétition
Le barème de points servant à établir le classement se décompose ainsi :
- Victoire : 3 points
- Match nul : 1 point
- Défaite : 0 point

### Classement
| Rang | Équipe                            | Pts | J  | G  | N  | P  | Bp  | Bc  | Diff |
| ---- | --------------------------------- | --- | -- | -- | -- | -- | --- | --- | ---- |
| 1    | San Juan JablotehT                | 92  | 36 | 29 | 5  | 2  | 113 | 27  | +86  |
| 2    | W Connection FC                   | 80  | 36 | 24 | 8  | 4  | 95  | 36  | +59  |
| 3    | North East StarsC                 | 64  | 36 | 19 | 7  | 10 | 69  | 43  | +26  |
| 4    | South Starworld Strikers          | 58  | 36 | 17 | 7  | 12 | 65  | 51  | +14  |
| 5    | Joe Public FC                     | 51  | 36 | 12 | 15 | 9  | 50  | 44  | +6   |
| 6    | Defence Force FC                  | 50  | 36 | 15 | 5  | 16 | 62  | 64  | -2   |
| 7    | Caledonia AIA                     | 34  | 36 | 9  | 7  | 20 | 36  | 66  | -30  |
| 8    | Arima Fire                        | 33  | 36 | 9  | 6  | 21 | 41  | 70  | -29  |
| 9    | South West Institute of FootballP | 26  | 36 | 6  | 8  | 22 | 44  | 85  | -41  |
| 10   | Tobago UnitedP                    | 16  | 36 | 4  | 4  | 28 | 20  | 109 | -89  |

|  | Qualification pour la CFU Club Championship 2004                                                                      |
|  | T : Tenant du titre C : Vainqueur de la Coupe de Trinité-et-Tobago P : Club faisant ses débuts en Professional League |

## Bilan de la saison
| Championnat de Trinité-et-Tobago de football 2003                             |                              |
| Champion                                                                      | San Juan Jabloteh (2e titre) |
| Coupes et trophées                                                            |                              |
| Vainqueur de la Coupe de Trinité-et-Tobago 2003                               | North East Stars             |
| Qualifications continentales                                                  |                              |
| CFU Club Championship 2004                                                    | San Juan Jabloteh            |
| Promotions et relégations                                                     |                              |
| Promus en Professional League                                                 | Aucun                        |
| Relégués en Championnat de Trinité-et-Tobago de football de deuxième division | Aucun                        |